# Koncertmistrz
Koncertmistrz – w orkiestrze symfonicznej zazwyczaj pierwszy instrumentalista w danej sekcji instrumentów smyczkowych (a więc w sekcjach: pierwszych skrzypiec, drugich skrzypiec, altówek, wiolonczeli, kontrabasów), czasami także w sekcjach instrumentów dętych drewnianych i blaszanych (osobno). Najczęściej pod pojęciem koncertmistrza rozumie się pierwszego skrzypka pierwszych skrzypiec.
Do obowiązków koncertmistrza należy między innymi:
- dbanie o dobre wykonanie w ramach swojej sekcji;
- ustalanie (często wspólnie z dyrygentem) smyczkowania dla skrzypiec, a czasem wszystkich instrumentów smyczkowych;
- inicjowanie strojenia instrumentów na próbach i przed koncertem;
- wykonywanie partii solowych (poza przypadkami, gdy partie te gra gość);
- obserwowanie dyrygenta „za pozostałych” i kierowanie pozostałą częścią sekcji.

Gdy przed rozpoczęciem koncertu dyrygent wita się z koncertmistrzem pierwszych skrzypiec (także czasami z koncertmistrzem wiolonczel), symbolicznie wita się z całą orkiestrą.
W innych typach orkiestr, na przykład jazzowej, gdzie brak sekcji instrumentów smyczkowych, analogiczną rolę pełni pierwszy trębacz.